# أمهرست
أمهرست (أوهايو) (بالإنجليزية: Amherst, Ohio)‏ هي مدينة تقع في الولايات المتحدة في مقاطعة لوراين، أوهايو. يقدر عدد سكانها بـ 12,021 نسمة ومساحتها 18.44 كم2 وترتفع عن سطح البحر 210 متر.

## التركيبة السكانية
قام مكتب تعداد الولايات المتحدة بتحديد بيانات التركيبة السكانية لأمهرستفي تعداد الولايات المتحدة. في ما يلي، التركيبة السكانية حسب تعدادي 2000 و2010.

### تعداد عام 2000
بلغ عدد سكان أمهرست 11,797 نسمة بحسب تعداد عام 2000، وبلغ عدد الأسر 4,459 أسرة وعدد العائلات 3,388 عائلة مقيمة في المدينة. في حين سجلت الكثافة السكانية 1,646.1 نسمة لكل ميل مربع (635.6/كم2). وبلغ عدد الوحدات السكنية 4,603 وحدة بمتوسط كثافة قدره 642.3 نسمة لكل ميل مربع (248.0/كم2).
وتوزع التركيب العرقي للمدينة بنسبة 96.84% من البيض و 0.14% من الأمريكيين الأصليين و 0.73% من الأمريكيين ذوي الأصول الآسيوية و 0.01% من سكان جزر المحيط الهادئ و 0.53% من الأمريكيين الأفارقة و 0.98% من عرقين مختلطين أو أكثر.
بلغ عدد الأسر 4,459 أسرة كانت نسبة 34.4% منها لديها أطفال تحت سن الثامنة عشر تعيش معهم، وبلغت نسبة الأزواج القاطنين مع بعضهم البعض 65.6% من أصل المجموع الكلي للأسر، ونسبة 7.9% من الأسر كان لديها معيلات من الإناث دون وجود شريك، وكانت نسبة 24.0% من غير العائلات.
بلغ العمر الوسطي للسكان 40 عاماً. وكانت نسبة 26.0% من القاطنين تحت سن الثامنة عشر، وكانت نسبة 5.6% بين الثامنة عشر والأربعة وعشرون عاماً، ونسبة 27.3% كانت واقعةً في الفئة العمرية ما بين الخامسة والعشرون حتى والأربعة وأربعون عاماً، ونسبة 25.4% كانت ما بين الخامسة والأربعون حتى الرابعة والستون، ونسبة 15.7% كانت ضمن فئة الخامسة والستون عاماً فما فوق. يوجد لكل 100 أنثى 92.2 ذكر، ويوجد لكل 100 أنثى في الثامنة عشر من عمرها فما فوق 87.9 ذكر.
بلغ متوسط دخل الأسرة في المدينة 53,516 دولار، أما متوسط دخل العائلة فبلغ 57,990 دولار. وكان متوسط دخل الذكور 47,750 دولار مقابل 27,880 دولار للإناث. وسجل دخل الفرد الخاص بالمدينة 25,565 دولار. وكانت نسبة 1.2% من العائلات ونسبة 2.1% من السكان تحت خط الفقر، وكان من هؤلاء نسبة 0.3% تحت سن الثامنة عشر ونسبة 3.5% في الخامسة والستين من العمر وما فوق.

### تعداد عام 2010
بلغ عدد سكان أمهرست 12,021 نسمة بحسب تعداد عام 2010، وبلغ عدد الأسر 4,772 أسرة وعدد العائلات 3,463 عائلة مقيمة في المدينة. في حين سجلت الكثافة السكانية 1,702.7 نسمة لكل ميل مربع (657.4/كم2). وبلغ عدد الوحدات السكنية 5,031 وحدة بمتوسط كثافة قدره 712.6 لكل ميل مربع (275.1/كم2).
وتوزع التركيب العرقي للمدينة بنسبة 95.7% من البيض و 0.2% من الأمريكيين الأصليين و 0.7% من الأمريكيين ذوي الأصول الآسيوية و 0.7% من الأمريكيين الأفارقة و 1.7% من عرقين مختلطين أو أكثر.
بلغ عدد الأسر 4,772 أسرة كانت نسبة 30.8% منها لديها أطفال تحت سن الثامنة عشر تعيش معهم، وبلغت نسبة الأزواج القاطنين مع بعضهم البعض 57.7% من أصل المجموع الكلي للأسر، ونسبة 10.7% من الأسر كان لديها معيلات من الإناث دون وجود شريك، بينما كانت نسبة 4.1% من الأسر لديها معيلون من الذكور دون وجود شريكة وكانت نسبة 27.4% من غير العائلات. تألفت نسبة 23.7% من أصل جميع الأسر من أفراد ونسبة 11.5% كانوا يعيش معهم شخص وحيد يبلغ من العمر 65 عاماً فما فوق. وبلغ متوسط حجم الأسرة المعيشية 2.95، أما متوسط حجم العائلات فبلغ 2.50.
بلغ العمر الوسطي للسكان 45 عاماً. وكانت نسبة 22.1% من القاطنين تحت سن الثامنة عشر، وكانت نسبة 7.3% بين الثامنة عشر والأربعة وعشرون عاماً، ونسبة 20.7% كانت واقعةً في الفئة العمرية ما بين الخامسة والعشرون حتى والأربعة وأربعون عاماً، ونسبة 32.3% كانت ما بين الخامسة والأربعون حتى الرابعة والستون، ونسبة 17.8% كانت ضمن فئة الخامسة والستون عاماً فما فوق. وتوزع التركيب الجنسي للسكان بنسبة 48.3% ذكور و51.7% إناث.